# 1272

## Починали
- крал Хенри III